# طرفية (حاسوب)

واجهة الأجهزة الطرفية (HMI).

الطرفية (الجمع: طرفيات) (بالإنجليزية: Peripheral)‏ هي أجهزة موصلة بالحاسوب، وليست جزءًا منه، ويختلف اعتمادها على الحاسب. وتزيد هذه الملحقات قدرات الحاسوب، لكنها لا تشكل جزءًا من بنيته الأساسية.
ومن الأمثلة عليها الطابعة، الماسح ضوئي ولاقط الصوت ومكبر الصوت، كاميرا الويب والآلة التصوير الرقمية.

## الملحقات الشائعة
- الذاكرة
- المدخلات
  - أجهزة الإدخال
- المخرجات
  - أجهزة الإخراج
  - أجهزة العرض
  - أجهزة الإخراج الرسومي
  - شاشة العرض